# Kaa-Chem
Kaa-Chem (in russo Каа-Хем? è un insediamento di tipo urbano della Repubblica di Tuva, Russia, centro amministrativo del Kyzylskij kožuun. Aveva, nel 2021, una popolazione di 19 686 abitanti. Il villaggio si trova sulla riva sinistra del Malyj Enisej (Ka-Chem).